# حفل اختتام الألعاب البارالمبية الشتوية 2022
حفل اختتام الألعاب البارالمبية الشتوية 2022 - أقيم حفل اختانم دورة الألعاب البارالمبية الشتوية 2022 في ملعب بكين الوطني في بكين بالصين، وذلك في الثالث عشر من شهر مارس عام 2022.

## الإستعدادات
لقد تم تطوير موقع حفل اختتام دورة الألعاب الشتوية 2022م، وهو ملعب بكين الوطني ، وذلك استعدادًا لاحتفالات كل من دورة الألعاب الأولمبية الشتوية 2022 ، وكذلك دورة الألعاب البارالمبية الشتوية 2022.
وقد كان تشانغ ييموZhang Yimou مديرًا لحفل ختام دورة الألعاب البارالمبية الشتوية 2022. وهو أيضًا مديرًا لحفل الافتتاح ، وكذلك حفل افتتاح واختتام دورة الألعاب الأولمبية الشتوية 2022.

## دخول أعلام الدول والمناطق، وموكب الأمم
دخلت أعلام الدول الـ46 المشاركة في الدورة إلى الملعب مصحوبة بتوزيع لموسيقى بيتهوفن "نشيد الفرح" .

## تسليم العلم البارالمبي
وقد حضر كل من: آنا سكافوزوAnna Scavuzzo وجيانبييترو جيدينا Gianpietro Ghedina، نائبا عمدة ميلانو وكورتينا دامبيزو بإيطاليا، حفل ختام تسليم العلم البارالمبي ، حيث من المقرر أن تقام دورة الألعاب البارالمبية الشتوية 2026 في ميلانو وكورتينا دامبيزو بإيطاليا .

## كبار الشخصيات الحاضرين

### كبار الشخصيات من الدولة المضيفة
- جمهورية الصين الشعبية –
  - الأمين العام للحزب الشيوعي الصيني، ورئيس اللجنة العسكرية المركزية ورئيس جمهورية الصين الشعبية شي جين بينغ
  - عضو اللجنة الدائمة للمكتب السياسي للحزب الشيوعي الصيني ورئيس وزراء جمهورية الصين الشعبية لي كه تشيانغ
  - سكرتير الحزب الشيوعي الصيني في بكين، وعضو المكتب السياسي للحزب الشيوعي الصيني ورئيس اللجنة المنظمة تساي تشي

### كبار الشخصيات الدولية
- إيطاليا – نائبة عمدة ميلانو آنا سكافوزو
- إيطاليا - نائب عمدة كورتينا دامبيزو جيانبيترو جيدينا

### كبار الشخصيات من المنظمات الدولية
- الرئيس أندرو بارسونز[9][10]

## الأناشيد
- النشيد الوطني لجمهورية الصين الشعبية
- النشيد البارالمبي
- النشيد الوطني لإيطاليا

## روابط خارجية
- Closing Ceremony: Beijing 2022 Paralympic Winter Games على يوتيوب

قالب:Paralympic Games ceremonies